# Vanessa Scammell
Vanessa Scammell – date de naissance inconnue – est une pianiste australienne et chef d'orchestre dans le domaine du ballet, du théâtre musical, du concert et de l'opéra.

## Carrière
Après avoir grandi à Gippsland à Victoria, en 1992 elle termine ses études au Conservatoire de Melbourne et obtient un baccalauréat en musique avec distinction en interprétation de piano. Elle obtient également un baccalauréat en éducation musicale aussi. Elle poursuit ensuite ses études au Conservatoire de Sydney et obtient un diplôme d'études supérieures en musique - Opéra Répétiteur, et travaille comme pianiste de répétition pour le Victoria State Opéra, Opéra Australia et d'autres compagnies.
Scammell obtient une maîtrise en direction des études sous Vladimir Vais et Imre Palló. En 2007, elle devient la directrice musicale de la tournée australienne de The Phantom of the Opera avec Anthony Warlow. Elle est récipiendaire de la bourse de direction de Robert et d'Elizabeth Albert pour le Ballet australien. En 2008, elle reçoit le prix de direction de Brian Stacey. Elle est la directrice musical de l'opéra télévisé d'ABC The Divorce, des Helpmann Awards pendant 12 ans pour la production de From Broadway to La Scala qui est tournée en Australie et en Nouvelle-Zélande en 2017 et 2019 avec David Hobson, Teddy Tahu Rhodes, Greta Bradman, Emma Matthews, Caroline O'Connor et autres; et pour le spectacle Peter & Jack avec Greta Bradman, Teddy Tahu Rhodes et The Idea of North au 2015 Adelaide Festival, présenté par Barry Humphries. En 2018, elle est nomme chef d'orchestre et invitée par l'orchestre symphonique de Hubei  pour qui elle dirige l'opéra de 1958 Lake Honghu à l' Opéra de Sydney et au Melbourne Recital Center. Scammell dirige régulièrement les orchestres symphoniques de Melbourne, Sydney, Queensland, Adelaïde, West Australian et Christchurch.
Scammell dirige La traviata en 2011 pour la production en tournée d'Oz Opera d'Opera Australia Pour Opera Australia, Opera Queensland  et le West Australian Opera, Scammell dirige la production de Graeme Murphy de The Merry Widow en 2017/2018.

## Vie privée
Vanessa Scammell est la partenaire de l'acteur Craig McLachlan.